# Agrihan
Agrihan (ou Agrigán) é uma ilha das Marianas Setentrionais. É um estratovulcão que se eleva até  4000 m desde a base no fundo oceânico, e é o segundo maior das ilhas Marianas.  A 965 m de altitude, o seu cume é o ponto mais alto das ilhas Marianas e de toda a Micronésia. O vulcão é coroado por uma grande caldeira de 1 x 2 km e 500 m de profundidade. A ilha tem um total de 7,31 km² de área.
A ilha, densamente florestada, foi evacuada em 1990 devido à ameaça de atividade vulcânica, embora não tenha ocorrido nenhuma erupção. Um realojamento foi feito para quatro localidades e em setembro de 2005 a ilha contava com nove habitantes. Cinco anos antes, no censo dos Estados Unidos de 2000, não contava com nenhum habitante. O censo de 2010 não registou residentes.

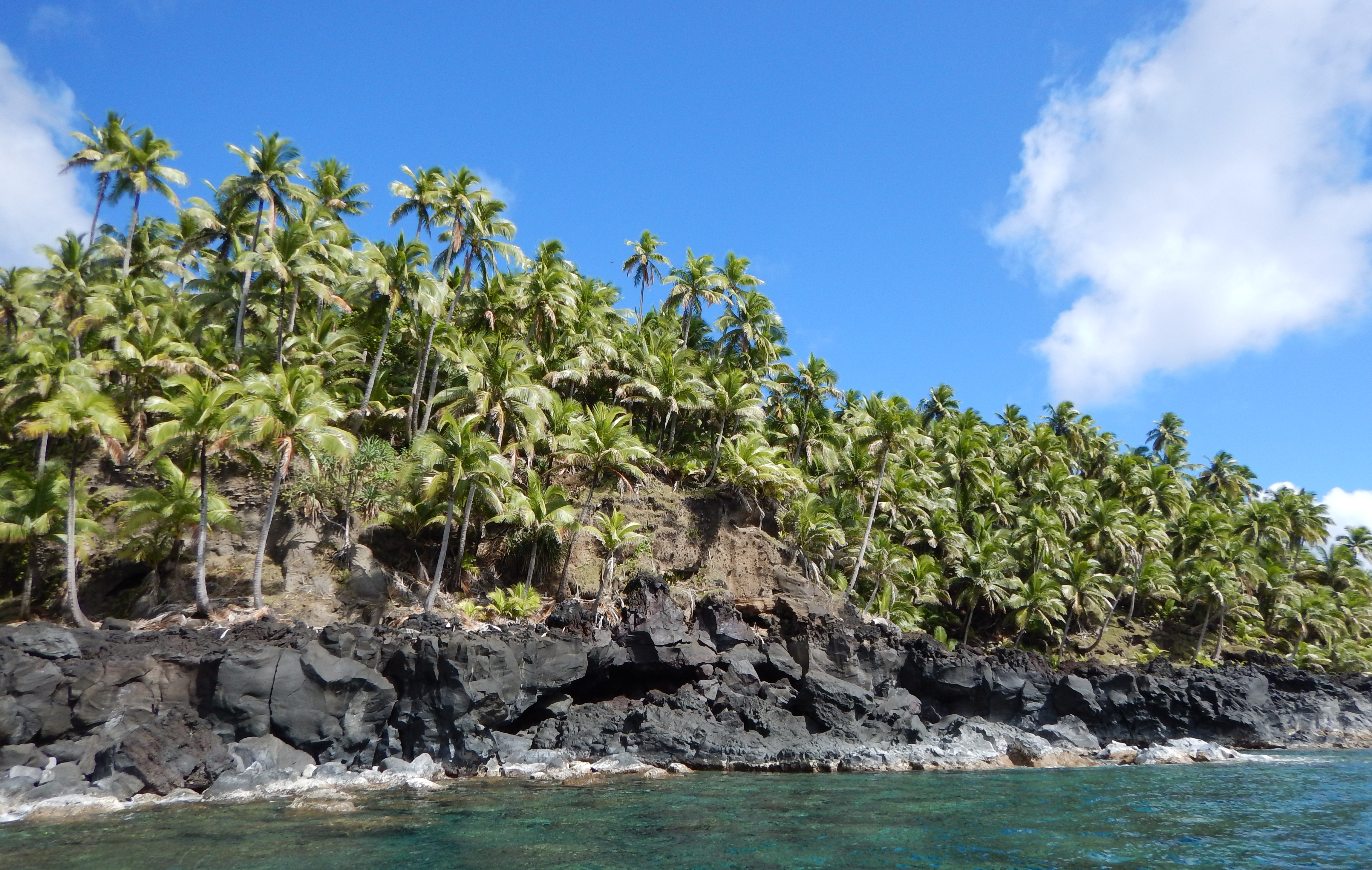
Paisagem de Agrihan

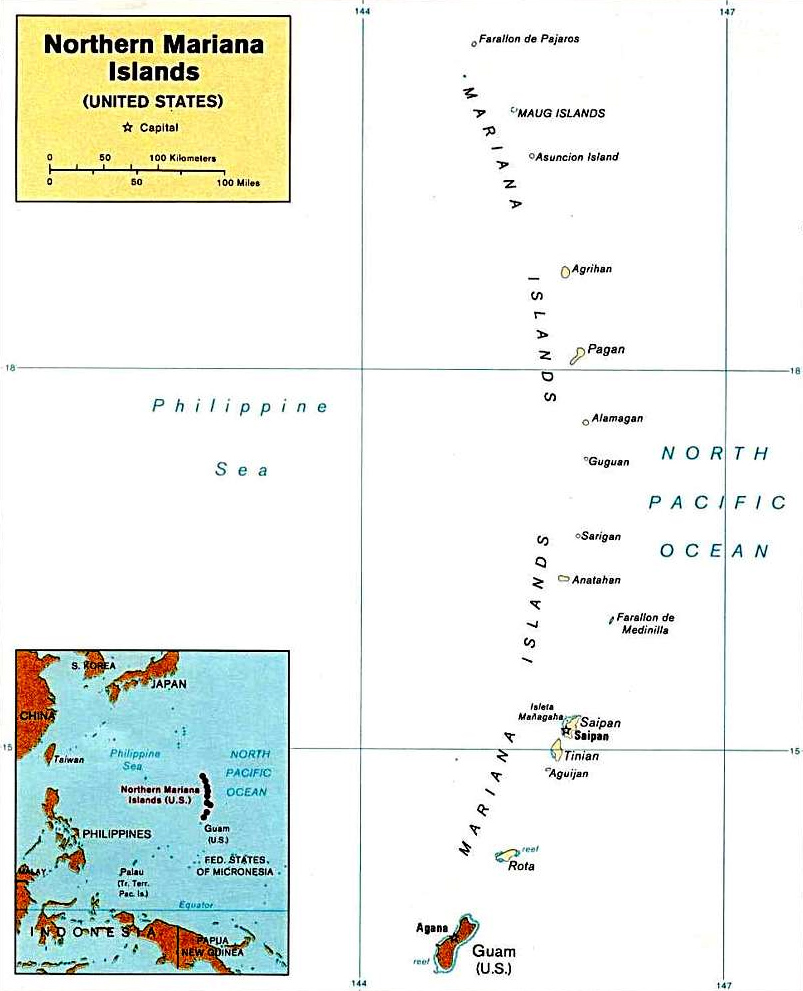
Localização das ilhas Marianas Setentrionais